# Madoc
Madoc, cunoscut și drept Madog, ab Owain Gwynedd, a fost, așa cum spune folclorul, un prinț galez care a călătorit în America în 1170, cu mai bine de 300 de ani înainte de descoperirea continentului de către Cristofor Columb în 1492.